# Східний регіон (Марокко)
Східний регіон (араб. الشرق; бербер. ⵜⴰⴳⵎⵓⴹⴰⵏⵜ; фр. Oriental) — один з дванадцяти регіонів Марокко. Розташований на сході країни та має вихід до Середземного моря. Населення за переписом 2014 року — 2 314 346 осіб. Адміністративний центр — міста Уджда.

## Загальні дані
Двома державними мовами Марокко, арабською та берберською, назва регіону означає просто «схід» через його положення на сході країни. В офіційних документах французькою регіон має назву L'Oriental.  
Східний регіон складається з одної префектури та сьоми провінцій. Його територія та адміністративний поділ відрізняються від регіону з такою самою назвою, що існував у 1997—2015 роках. 

## Географія
Східний регіон розташований у північно-східній частині країни, з північним узбережжям на Середземному морі. Область межує з Танжер — Тетуан — Ель-Хосейма на північному заході, Фес — Мекнес на заході, Драа — Тафілалет на південному заході, з алжирськими провінціями Тлемсен і Наама на сході та Бешар на півдні. Мелілья, іспанське автономне місто, також межує з регіоном.
Регіон складається з наступних префектур і провінцій:
- Провінція Беркане
- Провінція Дріуш
- Провінція Фігіг
- Провінція Герсіф
- Провінція Джерада
- Провінція Надор
- Префектура Уджда-Ангад
- Провінція Таурірт

## Визначні місця

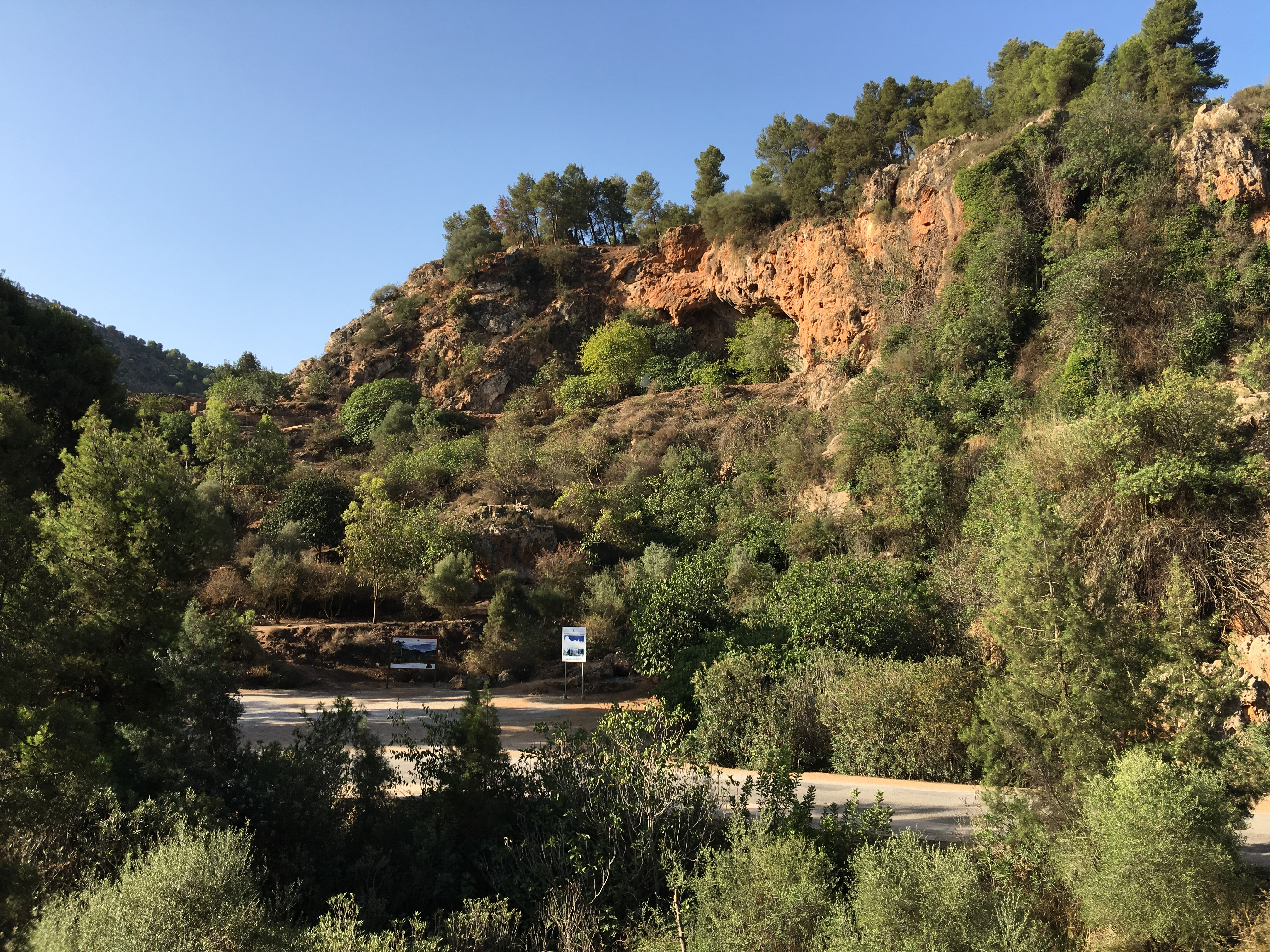
Вхід до печери Тафоральт

У регіоні містяться чимало визначних туристичних пам'яток:
- Уджда — регіональний центр та найбільше місто регіону. Відоме своїм стародавнім середмістям та руїнами римського поселення неподалік.

- Надор — курортне місто на узбережжі Середземного моря. Розташоване за 10 км від іспанської Мелільї.

- Тафоральт — печера, що містить чимало археологічних знахідок з різних епох (найстарішим з них щонайменше 85 тис. років). Є об'єктом попереднього Списку світової спадщини ЮНЕСКО.

- Фігіг — місто навколо оази в Атлаських горах на кордоні з Алжиром. Входить до попереднього Списку світової спадщини ЮНЕСКО.